# Hợp đồng giao ngay
Hợp đồng giao ngay (Spot contract) trong lĩnh vực tài chính là hợp đồng mua hoặc bán hàng hóa, chứng khoán hoặc tiền tệ để thanh toán (thanh toán và giao hàng) ngay lập tức vào ngày giao ngay (Spot date), thường là hai ngày làm việc sau ngày giao dịch. Giá thanh toán (hoặc tỷ giá) được gọi là giá giao ngay (hoặc tỷ giá giao ngay). Hợp đồng giao ngay trái ngược với hợp đồng kỳ hạn hoặc hợp đồng tương lai trong đó các điều khoản hợp đồng được thỏa thuận ngay bây giờ nhưng việc giao hàng và thanh toán sẽ diễn ra vào một ngày trong tương lai. Đây chính là thỏa thuận pháp lý giữa hai bên để mua hoặc bán một tài sản, hàng hóa, tiền tệ hoặc chứng khoán với mức giá hiện hành trên thị trường, gọi là giá giao ngay (Spot price), việc thanh toán và chuyển giao tài sản được thực hiện "ngay tại chỗ" hoặc trong một khoảng thời gian rất ngắn theo quy định (thường là trong vòng hai ngày làm việc, ký hiệu là T+2). Lãi suất giao ngay là lãi suất cho một kỳ hạn cụ thể, được sử dụng để chiết khấu dòng tiền phát sinh tại thời điểm đó. Một cách diễn đạt khác là tỷ lệ tăng trưởng hàng năm hiệu dụng làm cho giá trị hiện tại bằng với giá trị tương lai. Thuật ngữ này phù hợp với thuật ngữ trên vì tỷ giá giao ngay có liên quan tương tự đến tỷ giá kỳ hạn. Đường cong lãi suất bằng không hoặc đường cong bằng không là cấu trúc kỳ hạn của lợi suất đến ngày đáo hạn của Trái phiếu không có phiếu giảm giá và kỳ hạn. Lưu ý rằng đường cong lãi suất giao ngay không phải là đường cong của lợi suất đến hạn hoặc lãi suất hoán đổi.
Tùy thuộc vào mặt hàng được giao dịch, giá giao ngay có thể phản ánh kỳ vọng của thị trường về biến động giá trong tương lai theo những cách khác nhau. Đối với chứng khoán hoặc hàng hóa không dễ hư hỏng, giá giao ngay phản ánh kỳ vọng của thị trường về biến động giá trong tương lai. Về lý thuyết, chênh lệch giữa giá giao ngay và giá kỳ hạn phải bằng phí tài chính, cộng với bất kỳ khoản thu nhập nào phải trả cho người nắm giữ chứng khoán, theo mô hình chi phí lưu giữ. Đối với một cổ phiếu, chênh lệch giá giữa giá giao ngay và giá kỳ hạn thường được tính gần như hoàn toàn bằng bất kỳ cổ tức nào phải trả trong kỳ trừ đi lãi suất phải trả trên giá mua. Bất kỳ giá vốn nào khác sẽ tạo ra cơ hội chênh lệch giá và lợi nhuận không rủi ro (xem định giá hợp lý để biết cơ chế chênh lệch giá). Ngược lại, một hàng hóa mềm dễ hư hỏng không cho phép chênh lệch giá này – chi phí lưu kho thực tế cao hơn giá dự kiến trong tương lai của hàng hóa. Do đó, giá giao ngay sẽ phản ánh cung cầu hiện tại, chứ không phải biến động giá trong tương lai. Do đó, giá giao ngay có thể khá biến động và diễn biến độc lập với giá kỳ hạn. Theo giả thuyết kỳ hạn không thiên vị, chênh lệch giữa hai mức giá này sẽ bằng với biến động giá dự kiến của hàng hóa trong kỳ. Đây là hình thức giao dịch cơ bản và phổ biến nhất trên các thị trường tài chính. Khi một nhà đầu tư đặt lệnh mua cổ phiếu trên sàn chứng khoán và lệnh giao dịch được khớp lệnh, về bản chất, họ đang tham gia vào một hợp đồng giao ngay.